# Hôtel de la Métropole Rouen Normandie
L'hôtel de la Métropole Rouen Normandie ou Hangar 108 est le siège de la métropole rouennaise.

## Historique
Conçu par l'architecte Jacques Ferrier, ce bâtiment long de 90 m, large de 28 m et s'élevant à 33 m de hauteur, prend place sur les quais rive gauche de Rouen, entre le pont Gustave-Flaubert et la salle de spectacle Le 106, sur le quai Jean-de-Béthencourt. Le montant de sa construction est de 25 000 000 €. La première pierre a été posée le 6 juillet 2015 pour une mise en service en juillet 2017. Il s'agit, comme Le 106, d'un bâtiment passif.